# Parafia Narodzenia Najświętszej Maryi Panny i św. Jana Apostoła w Siedlnicy
Parafia Narodzenia Najświętszej Maryi Panny i św. Jana Apostoła w Siedlnicy – rzymskokatolicka parafia, terytorialnie i administracyjnie należąca do diecezji zielonogórsko-gorzowskiej, do dekanatu Wschowa, erygowana 7 lipca 1310. W parafii posługują księża diecezjalni.

## Proboszczowie
- o. Konstancjusz W. Włodyka OFM Bern. (1945–1948)[2]
- ks. Bronisław Barański (1948–1949)[2]
- ks. Walenty Kołodziejczyk (1949–1959)[2]
- ks. Bolesław Dratwa (1959–1968)[2]
- ks. Antoni Kostecki (1968 –2001)[2][3]
- ks. Bolesław Gumieniuk (2001–2021)[2][4]
- ks. mgr Dominik Kamiński (2021–2022) administrator[2] (od 2022) proboszcz[5]